# هامون (فیلم)
هامون فیلمی اجتماعی و سورئالیستی است که در سال ۱۳۶۸ به کارگردانی داریوش مهرجویی ساخته شد. از بازیگران سرشناس این فیلم می‌توان از خسرو شکیبایی، بیتا فرهی، عزت‌الله انتظامی و فتحعلی اویسی نام برد. این فیلم رنگی و ۱۲۰ دقیقه است.
داریوش مهرجویی گفته که داستان این فیلم با الهام از بوف کور صادق هدایت نوشته شده است.

## داستان فیلم
حمید هامون که پیوسته با همسرش مهشید کشمکش دارد، زندگی کابوس‌گونهٔ خود را بازنگری می‌کند. او که سرگرم نوشتن سخن‌نامه‌ای دربارهٔ عشق و ایمان است، در پی دوست دیرین و راهنمایش علی عابدینی می‌گردد. خانه و کاشانه را رها می‌کند و دست به کارهای دیوانه‌واری می‌زند. او در حالتی پریشان، در پی شکایت‌هایش خود را به موج‌های دریا می‌سپارد. اما (عابدینی) به دادش می‌رسد. این فیلم همچنین به دغدغه‌های جوانان روشن‌اندیشِ پس از انقلاب میان دنیاخواهی و آرمان‌خواهی می‌پردازد. نمایی از آرمان‌خواهی که به دلیل مهرِ دنیوی (زیبایی و…) در آشفتگی است و در برابر آن (علی عابدینی) فردی که برنامه‌اش با خودش روشن است و دنیا را فدای آرمان‌ها و عقایدش کرده است.

## نقدها
این فیلم در نظرسنجی منتقدان و نویسندگان ماهنامهٔ سینمایی فیلم به عنوان یکی از بهترین فیلم‌های تاریخ سینمای ایران انتخاب شده است.
هامون نخستین بار در هشتمین دوره جشنواره بین‌المللی فیلم فجر به نمایش درآمد و با آنکه جایزه بهترین فیلم را نگرفت (داوران جایزه را به مهاجر حاتمی‌کیا دادند) اما با کسب شش جایزه از جمله جایزه ویژه هیئت داوران و بهترین کارگردانی و فیلمنامه و بازیگر نقش اول مرد، فاتح اصلی جشنواره لقب گرفت. استقبال منتقدان از هامون گسترده و بی‌سابقه بود. اما این فیلم مخالفان جدی از میان مدافعان ایدئولوژیک حکومت و تأثیرگذار بر تصمیمات و نظرات مسئولان بلندپایه نظام داشت. مرتضی آوینی در نقدی بر فیلم نوشت:
کسی نیست به آن اجنبی‌ها بفهماند که در اینجا آنچه هنوز در میان مردم زنده است اشعار رثایی محتشم کاشانی است نه معرهای آقای احمد شاملو؛ در اینجا کتاب طوبا و معنای شب سه بار تجدید چاپ می‌شود. اما یک نسخه از آن در خانه‌های مردم نیست و جز مشتی خانم‌ها و آقایان اشراف مترف غرب‌زده و بوالفضول، کسی به سراغ این چیزها نمی‌رود. کسی نیست به آن اجنبی‌ها بفهماند که در اینجا سرنوشت روشنفکر به مرگی تدریجی ختم می‌شود. حتی «علی جونی آقای مهرجویی» هم از عهده نجات از بر نمی‌آید.
«مهشید»، زن هامون، از آن «روشنفکرهای شاملویی» است که خود را در مجلات آدینه و دنیای سخن پیدا کرده‌اند؛ از «کتابسرا» خرید می‌کنند و پاتوقشان گالری سیحون است و اولین راندووی آنها هم در کتابسرا است. نماینده تمام‌عیار اینها در زمان آن ملعون، کیوان خسروانی و کامران دیبا بودند که تا خرخره در یک اشرافیت فاسد لجن غرق بودند. اما قصرهایشان را با کاهگل و آب‌نما و بادگیر و طاق‌های گنبدی شکل و کاشی می‌ساختند. مثل هامون و مهشید در جست‌وجوی احساس نوستالژی، به شاه عبدالعظیم و امامزاده ابراهیم و یحیی می‌رفتند و حتی با لبان خمرآشنا و گناه آلوده خویش ضریح مقدس مردان خدا را هم می‌آلودند، اما در عین حال، با یکدیگر رسماً ازدواج می‌کردند و خانواده ای کاملاً مردانه(!) تشکیل می‌دادند.
سعید عقیقی در سال ۱۳۹۶ جلد نخست نقد سینمای ایران را به فیلم هامون اختصاص داد. نشر سفیدسار این کتاب را چاپ کرد.
حسین پاینده منتقد و استاد نظریه و نقد ادبی، در مقاله‌ای با عنوان شخصیت هامون به منزلهٔ آرکی‌تایپ (کهن‌الگو) در روزنامهٔ اعتماد می‌نویسد: «علت توجهی را که این شخصیت عصبی، پرخاشگر و در عین حال افسرده و مستأصل در میان مخاطبان جدیِ هنر به خود جلب کرده است در چه باید دید؟ یک پاسخ به این پرسش می‌تواند [این باشد] که هامون تداعی‌هایی کهن‌الگویی در ضمیر ناخودآگاه مخاطبان برمی‌انگیزد. مهرجویی با خلق شخصیت هامون به شکل‌گیری آرکی‌تایپ روشن‌فکر ایرانی در ضمیر ناخودآگاه جمعیِ ما ایرانیان کمک شایانی کرد. هامون کهن‌الگوی عنصر روشن‌فکری است که در محاصرهٔ سفلگان یا رَجّاله‌ها (تعبیر صادق هدایت) قرار گرفته است». در یک نشست تخصصی، سیدمهدی ناظمی و عبدالحمید ضیایی در یک نشست تخصصی ردپای شعر و فلسفه در فیلم سینمایی هامون را بررسی کردند. عبدالحمید ضیایی گفت: سینمای مرحوم مهرجویی شاعرانه است. البته وقتی دربارهٔ سینمای ناب حرف می‌زنیم بدین معنی است که پیروزی سینما وقتی است که از ادبیات رهایی یافته و به تصویر رسیده است.

## بازیگران
| بازیگر          | نقش            |
| --------------- | -------------- |
| خسرو شکیبایی    | حمید هامون     |
| عزت‌الله انتظامی | دبیری          |
| بیتا فرهی       | مهشید سلیمانی  |
| حسین سرشار      | سلیمی          |
| جلال مقدم       | دکتر سماواتی   |
| فتحعلی اویسی    | دکتر سروش      |
| توران مهرزاد    | مادر مهشید     |
| امرالله صابری   | تقوی           |
| نادر رجب پور    | جعفری          |
| صدیقه کیانفر    | ننه حجت        |
| آنیک شفرازیان   | مادر بزرگ حمید |
| اکبر مشکاتی     | علی عابدینی    |
| علیرضا کشاورز   | دکتر فرهوشی    |
| فاطمه طاهری     | پرستار         |
| فرهاد خان محمدی | شرخر           |
| اسدالله یکتا    | کوتاه قامت     |
| رشید اصلانی     | کوتاه قامت     |
| منصوره حسینی    | صاحب گالری     |
| سیما تیرانداز   | منشی سلیمی     |
| پانته آ بهرام   | دوست مهشید     |

## جوایز فیلم
فیلم هامون در دورهٔ هشتم جشنوارهٔ سینمایی فجر تهران (۱۳۶۸) با کسب پنج سیمرغ بلورین به‌همراه جایزهٔ ویژهٔ هیئت داوران ستارهٔ بی‌رقیب سینمای آن سال ایران بود. این فیلم در جشنوارهٔ هشتم برندهٔ جایزهٔ ویژهٔ هیئت داوران برای بهترین فیلم و همین‌طور سیمرغ بلورین بهترین کارگردانی، فیلمنامه، فیلمبرداری، نقش اول مرد، و بهترین تدوین شد. فیلم هامون همچنین کاندیدای دریافت سیمرغ بلورین در شش زمینهٔ دیگر بود. در جشنوارهٔ این سال، هامون برنده یا کاندیدای دریافت ۱۲ جایزه از ۱۹ جایزهٔ موجود بود. مجلهٔ فیلم نیز شخصیت حمید هامون را به‌عنوان برترین شخصیت تاریخ سینمای ایران انتخاب کرد.

## اعتراض کارگردان به سانسور فیلم در پخش تلویزیونی
در دی ۱۳۸۵ مهرجویی در نامه‌ای به رئیس صدا و سیما به سانسور حدود ۴۰ صحنه و گفتگو از فیلم هامون در پخش تلویزیونی از شبکهٔ ۴ تلویزیون ایران اعتراض کرد.

## یادداشت
فیلم هامون نخستین فیلم بیتا فرهی بود. او تازه از آمریکا به ایران بازگشته بود که ناصر چشم‌آذر او را برای بازی در هامون به مهرجویی معرفی کرد. پیش از او افسانه بایگان برای این نقش انتخاب شده بود. اما مهرجویی معتقد بود که فیزیک و زندگی شخصی فرهی شباهت بسیاری به کاراکتر مهشید دارد.
خسرو شکیبایی پیش از هامون بازیگر سرشناسی در سینما نبود و بیشتر در تئاتر فعالیت داشت. مهرجویی او را در تئاتری از هایده حائری دید و وی را برای بازی در نقش حمید هامون برگزید.
صحنهٔ کتک‌خوردن فرهی از شکیبایی واقعی است و مهرجویی بی‌آنکه از این صحنه اطلاع قبلی به فرهی دهد، آن را جلوی دوربین برد تا واکنش و شوک ناشی از برخورد، طبیعی از آب دربیاید.
شخصیت علی عابدینی در فیلم که استاد معنوی هامون است، از علی متین‌دفتری پسر احمد متین‌دفتری الهام گرفته شده است.

## جوایز
- برنده سیمرغ بلورین بهترین بازیگر نقش اول مرد - جشنواره فیلم فجر ۱۳۶۸
- برنده سیمرغ بلورین بهترین فیلمبرداری - جشنواره فیلم فجر ۱۳۶۸
- برنده سیمرغ بلورین بهترین فیلمنامه - جشنواره فیلم فجر ۱۳۶۸
- برنده سیمرغ بلورین بهترین تدوین - جشنواره فیلم فجر ۱۳۶۸
- برنده سیمرغ بلورین بهترین کارگرانی - جشنواره فیلم فجر ۱۳۶۸
- برنده سیمرغ بلورین بهترین آنونس فیلم - جشنواره فیلم فجر ۱۳۶۸
- برنده جایزه ویژه هیئت داوران بهترین فیلم - جشنواره فیلم فجر ۱۳۶۸
- کاندید سیمرغ بلورین بهترین نقش اول زن - جشنواره فیلم فجر ۱۳۶۸
- کاندیدا سیمرغ بلورین بهترین بازیگر نقش مکمل مرد - جشنواره فیلم فجر ۱۳۶۸
- کاندیدا سیمرغ بلورین بهترین موسیقی متن - جشنواره فیلم فجر ۱۳۶۸
- برنده جایزه خورشید طلایی - جشنواره بین‌المللی فیلم سائو پائولو برزیل ۱۹۹۸
- نامزد جایزه بزرگ - جشنواره بین‌المللی فیلم توکیو ژاپن ۱۹۹۱
- برنده جایزهٔ برنز بهترین فیلم - بیست و چهارمین جشنواره بین‌المللی فیلم هیوستون آمریکا ۱۹۹۱